# Школа № 416 (Санкт-Петербург)
Школа № 416 Петродворцового района Санкт-Петербурга (Школа развития личности № 416 имени Веры Васильевны Павловой) — одна из самых старых ныне действующих школ «северной столицы». История школы насчитывает более ста лет. Располагается в выстроенном специально для неё в 1911 году здании. Ряд выпускников школы внёс значительный вклад в культуру, науку, оборону, экономику страны.

## История
Была создана в 1906 году как женская гимназия. 

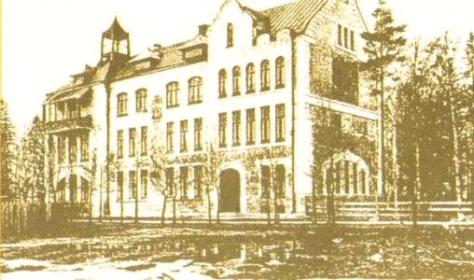
Здание женской гимназии в Петергофе до революции

В 1911 году было построено нынешнее здание школы при пересечении Александрийской улицы (ныне ул. Аврова) и Эрлеровского бульвара, архитектор — А. К. Миняев (одна из лучших его работ). Основательницей гимназии считается Вера Васильевна Павлова, которая проработала в этой гимназии, после 1917 г. — школе, с 1906 до 1941 г. (умерла в эвакуации).
После революции женская гимназия, как и другие средние учебные заведения страны, была преобразована в «единую советскую трудовую школу», где совместно учились мальчики и девочки. Сюда частично были переведены гимназисты из закрытой в 1919 году петергофской мужской гимназии Императора Александра II. Школа стала именоваться «III Петергофская школа двух ступеней», затем — Советская Трудовая школа им. В. И. Ленина.
Во время Великой Отечественной войны, после занятия Петергофа немцами 23 сентября 1941 года, занятия в школе были прекращены. Во время войны погибли или пропали без вести 112 учителей, учеников, выпускников и работников школы. Возобновились занятия в 1947 году, когда школа получила свой нынешний номер 416.
В 1960-е годы здание было перестроено в связи с пожаром и последовавшей за ним реконструкцией здания. После этого внутренняя планировка существенно изменилась. С 1988 г. работает музей школы. В 2015 году был проведён ремонт фасада. Школа занимала призовые места и участвовала в общегородских финалах игры «Зарница».

## Выпускники
На протяжении более чем вековой истории школу закончило множество выдающихся людей, к числу которых относятся музейный деятель, Герой Социалистического Труда С. С. Гейченко (мемориальная доска в здании школы), инженер-гидростроитель, Герой Социалистического Труда Г. И. Строков, адмирал флота, Герой Советского Союза В. А. Касатонов, полковник авиации, Герой Советского Союза Н. И. Гапеёнок, полярный лётчик В. М. Махоткин, искусствовед — исследователь Выборга Е. Е. Кепп, и другие.